# Alexander (Vangelis)
Alexander is een studioalbum van Vangelis uit 2004.

## Inleiding
Het album bevat delen van de filmmuziek die Vangelis schreef bij en voor de film Alexander van Oliver Stone over Alexander de Grote. Vangelis zag wel parallellen tussen Alexander de Grote en hemzelf. Alexander verspreidde door zijn veroveringen de Griekse cultuur over een groot gebied. Vangelis bracht met zijn albums ook Griekse cultuur met name de muzikale over de gehele wereld.
Vangelis in de documentaire Vangelis scores Alexander:
"I tried to remember how it was to live at the time, to be there. At the same time, I must speak the music language which is understandable today, because we're addressing thousands, millions in the audience."
De filmmuziek kwam slechts ten dele tot stand toen de film er al was; Vangelis had vooruit gecomponeerd. Opnamen vonden plaats in de Studio Guillaume Tell in Parijs met behulp van een orkest en koor onder leiding van Nic Raine. De opnamen van Vangelis vonden waarschijnlijk in Athene plaats. 

## Musici
- Vangelis –toetsinstrumenten
- Vanessa Mae – viool (9)
- Konstantinos Paliatsaris – zang
- Irina Valentinova- Karpouchina – zang
- Epirus Polyphonic ensemble – percussie (4)
- Maria Bildea – harp
- Vahan Galstain – duduk
- studiokoor en –orkest o.l.v. Nic Raine

## Muziek
Alles door Vangelis:

| Nr. | Titel                  | Duur |
| --- | ---------------------- | ---- |
| 1.  | Introduction           | 1:32 |
| 2.  | Young Alexander        | 1:36 |
| 3.  | Titans                 | 3:59 |
| 4.  | The Drums of Gaugamela | 5:20 |
| 5.  | One Morning at Pella   | 2:11 |
| 6.  | Roxane's Dance         | 3:25 |
| 7.  | Eastern Path           | 2:58 |
| 8.  | Gardens of Delight     | 5:24 |
| 9.  | Roxane's Veil          | 4:40 |
| 10. | Bagoas' Dance          | 2:29 |
| 11. | The Charge             | 1:41 |
| 12. | Preparation            | 1:42 |
| 13. | Across the Mountains   | 4:12 |
| 14. | Chant                  | 1:38 |
| 15. | Immortality            | 3:18 |
| 16. | Dream of Babylon       | 2:41 |
| 17. | Eternal Alexander      | 4:37 |
| 18. | Tender Memories        | 2:59 |

## Verschillende versies
Er zijn verschillende versies van het album in omloop; sommige hebben een afwijkende hoes; andere bevatten een extra track in Bizarre Bazaar. Vangelis bleek achteraf meer muziek over te hebben en zou het niet erg hebben gevonden om alle muziek uit te brengen. Het succes van film viel tegen en daarmee was het lot van de muziek ook direct bekend. Delen van de nu niet opgenomen muziek zijn terug te vinden op de director's cut van de film en andere aanvullende media.
Het album haalde de Franse (hoogste plaats 97), Vlaamse (96) en Portugese (28) albumlijsten; in Nederland haalde het de Album Top 100 niet.